# Liste der Monuments historiques in Bouchemaine
Die Liste der Monuments historiques in Bouchemaine führt die Monuments historiques in der französischen Gemeinde Bouchemaine auf.

## Liste der Bauwerke
| Bezeichnung              | Beschreibung                          | Standort                     | Kennzeichnung | Schutzstatus | Datum | Bild           |
| ------------------------ | ------------------------------------- | ---------------------------- | ------------- | ------------ | ----- | -------------- |
| Manoir de Louzil         | Herrenhaus, erbaut im 15. Jahrhundert | (Lage)                       | PA00108981    | Inscrit      | 1975  |                |
| Kirche St-Symphorien     | Erbaut ab dem 11. Jahrhundert         | (Lage)                       | PA00108980    | Inscrit      | 1972  | weitere Bilder |
| Château du Petit-Serrant | Schloss, erbaut im 18. Jahrhundert    | 2 quai de Port Boulet (Lage) | PA00108979    | Inscrit      | 1989  |                |

## Liste der Objekte
- Monuments historiques (Objekte) in Bouchemaine in der Base Palissy des französischen Kultusministeriums